# بیک (اسپانیا)
بیک (به اسپانیایی: Vich) یک منطقهٔ مسکونی در اسپانیا است که در Osona واقع شده‌است. بیک ۳۰٫۶ کیلومتر مربع مساحت و ۴۱٬۹۵۶ نفر جمعیت دارد و ۴۸۴ متر بالاتر از سطح دریا واقع شده‌است.

## خواهرخوانده
شهرهای Somoto و تردنخیمنو خواهرخوانده‌های بیک (اسپانیا) هستند.